# IC 5362
IC 5362 = IC 5363 ist eine linsenförmige Galaxie vom Hubble-Typ S0 im Sternbild Sculptor am Südsternhimmel. Sie ist schätzungsweise 371 Millionen Lichtjahre von der Milchstraße entfernt und hat einen Durchmesser von etwa 140.000 Lj.
Das Objekt wurde am 14. September 1896 von Lewis Swift entdeckt.